# Liste de points extrêmes de l'Espagne

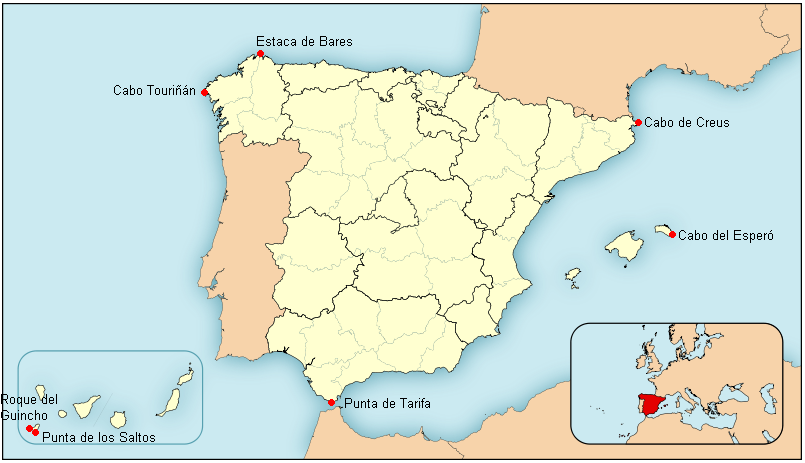
Carte des points extrêmes de l’Espagne

Voici une liste de points extrêmes de l’Espagne.

## Latitude et longitude

### Continent
- Nord : Estaca de Bares, Galice (43° 47′ N, 7° 40′ O)
- Sud : pointe de Tarifa, Andalousie (36° 00′ N, 5° 36′ O)
- Ouest : cap Touriñan, Galice (42° 55′ N, 9° 18′ O)
- Est : cap de Creus, Catalogne (42° 19′ N, 3° 19′ E)

### Totalité du territoire
- Nord : Estaca de Bares, Galice (43° 47′ N, 7° 40′ O)
- Sud : La Restinga, El Hierro, îles Canaries (27° 38′ N, 17° 59′ O)
- Ouest : El Hierro, îles Canaries (27° 43′ N, 18° 10′ O)
- Est : Villacarlos, Minorque, îles Baléares (39° 52′ N, 4° 21′ E)

## Altitude
- Maximale :
  - Continent : Mulhacén, Andalousie, 3 481 m
  - Totalité du territoire : pic du Teide, Tenerife, îles Canaries, 3 718 m
- Minimale : niveau de la mer, 0 m